# Парламентские выборы в Германии (1928)
Парламентские выборы в Германии 1928 года состоялись 20 мая. В них участвовали большинство тогдашних политических партий. Большинство получила СДПГ, но это большинство не было абсолютным (немногим менее 30% мест в Рейхстаге). Формирование коалиционного правительства не представляло формальных затруднений, однако почти с самого начала в нём выявились трения между «веймарской коалицией» (СДПГ, католическая партия Центра и Немецкая демократическая партия) и более правой Немецкой народной партией.
Кроме СДПГ, электоральный успех сопутствовал коммунистам и консервативной Имперской партии среднего класса. Немецкая национальная народная партия осталась на формальном втором месте, но снизила представительство в Рейхстаге с 20% до 14% голосов.
Незадолго до того реформированная Национал-социалистическая партия участвовала в выборах, однако сумела провести в Рейхстаг лишь 12 депутатов. Возможная причина состоит в том, что Гитлер мало интересовался этими выборами, предпочтя сосредоточиться на упрочении своих позиций внутри партии.

## Результаты выборов
| Партия          | Партия                                              | Число голосов | Доля голосов | Δ       | Мест получено | Δ     |
| --------------- | --------------------------------------------------- | ------------- | ------------ | ------- | ------------- | ----- |
|                 | Социал-демократическая партия Германии              | 9 152 979     | 29,8 %       | ▲3,78   | 153           | ▲18   |
|                 | Немецкая национальная народная партия               | 4 381 563     | 14,2 %       | ▼6,3 %  | 73            | ▼30   |
|                 | Католическая партия центра                          | 3 712 152     | 12,1 %       | ▼1,5 %  | 61            | ▼8    |
|                 | Коммунистическая партия Германии                    | 3 264 793     | 10,6 %       | ▲1,6 %  | 54            | ▲9    |
|                 | Немецкая народная партия                            | 2 679 703     | 8,7 %        | ▼1,4 %  | 45            | ▼6    |
|                 | Немецкая демократическая партия                     | 1 479 374     | 4,81 %       | ▼1,5 %  | 25            | ▼7    |
|                 | Партия немецкого среднего класса                    | 1 387 602     | 4,51 %       | ▲2,22 % | 23            | ▲11   |
|                 | Баварская народная партия                           | 945 644       | 3,1 %        | ▼0,64 % | 17            | ▼2    |
|                 | Национал-социалистическая немецкая рабочая партия   | 810 127       | 2,6 %        | новая   | 12            | новая |
|                 | Христианско-национальная партия фермеров и крестьян | 571 891       | 1,86 %       | новая   | 9             | новая |
| Прочие партии   | Прочие партии                                       | 2 779 961     | 7,69 %       |         | 19            |       |
| Общий результат | Общий результат                                     | 31 165 789    | 100 %        |         | 491           |       |